# Vagrija
Vagrija (nemško Wagrien, Waierland ali Wagerland) je severovzhodni del Holsteina v nemški zvezni deželi Schleswig-Holstein. Ime je dobila po  slovanskem  lehitskem plemenu Vagri. Njihovo ime pomeni »tisti, ki živijo ob zalivih«.

## Geografija
Na zemljevidih iz srednjega in zgodnjega novega veka je Vagrija prikazana kot dežela, ki je na severu od Kielskega fjorda do Lübeškega zaliva mejila na Baltsko morje, v notranjosti pa na reki Schwentine in Trave. Danes se ime Vagrija na splošno nanaša le na polotok Oldenburg (Oldenburgische Halbinsel) v vzhodnem Holsteinu. 
Najvišja vzpetina na polotoku je Bungsberg s 168 metri.

## Zgodovina
Lehitsko (slovansko) ime Vagrija se ni nanašalo samo na današnji polotok s tem imenom, temveč na celotno regijo med Kielskim fjordom ter srednjim in spodnjim tokom reke Trave. Tako se je imenovala vsaj že v 8. stoletju. Grad Vagrija, takrat imenovan Starigard ali Stari grad, je stal sredi Oldenburga v Holsteinu. Njegovo  obzidje še vedno obstaja. Pomembna naselja v Vagriji so bila Oldenburg, Stari Lübeck (Liubice) in Plön (Plune).
Po nazornem poročilu sodobnega kronista je Adolf II., grof Schauenburga in Holsteina, leta 1143 tja poslal nemške naseljence, ne le iz svojega Holsteina in Stormarna, temveč tudi iz Vestfalije in Nizozemske, da bi razvili deželo Vagrijo v visoko donosno regijo kot del nemške širitve proti vzhodu v visokem srednjem veku:
»Potem je nešteto ljudi iz različnih plemen odšlo, s seboj vzelo svoje družine in imetje ter odšlo z grofom Adolfom v Vagrijo, da bi prevzeli njihovo obljubljeno deželo. Sprva so tisti iz Holstena dobili najbolj zaščiteno območje zahodno od Segeberga na reki Trave, na poplavni ravnici Schwentine in vse od Schwale do Grimmelsberga in jezera Plön. Deželo okoli Darguna so naselili Vestfalci, območje Eutina Nizozemci in Suesel Frizijci, območje Plöna pa je ostalo nenaseljeno.[Grof Adolf] je dovolil, da so Oldenburg, Lütjenburg in druga obmorska območja kolonizirali Slovani, ki so mu morali plačevati davke.«
V širitev oziroma razvoj so bili torej vključeni tudi domači Slovani.

## Sklic
1. ↑  Arnold, Benjamin (1991). Princes and territories in medieval Germany. Cambridge University Press. Cambridge and New York. str. 156. ISBN 0-521-52148-3.

## Vir
- Witt, Hermann (1982). 1000 Jahre Wagrien von Luitschaburg bis Lütjenburg. Sönksen Verlag, Plön.